# Road House (1989)
Road House is een film uit 1989 met Patrick Swayze in de hoofdrol. De film gaat over 'Dalton', een uitsmijter in een bar in Jasper (Missouri). De regie is van Rowdy Herrington.
Na het enorme succes van Dirty Dancing (de doorbraakfilm van Patrick Swayze) viel het bezoekersaantal voor "Road House" flink tegen. De critici waren ook niet erg enthousiast over de film, die sindsdien wel tot een cultfilm is uitgegroeid.

## Het verhaal
Patrick Swayze speelt 'Dalton', een professionele uitsmijter en "sfeerbeheerder" met een mysterieus verleden. Hij heeft filosofie gestudeerd en is een expert in vechtsporten. Zijn reputatie, als professional die van ontspoorde bars weer een gezellige uitgaansgelegenheid weet te maken, is door het hele land bekend.
In het begin van de film wordt Dalton benaderd door de eigenaar van 'The Double Deuce' om hem te helpen met het oplossen van de problemen in zijn bar. Dalton neemt geen halve maatregelen en begint met zijn grote schoonmaak onder zowel de gasten als het personeel van 'The Double Deuce', wat niet echt zonder problemen gaat. Maar gelukkig zijn er ook leuke belevenissen. Zo ontmoet Dalton zijn oude vriend Cody (zanger/gitarist Jeff Healey) weer, de frontman van de huisband. Cody weet hem te voorzien van wat inside info over de lokale verhoudingen. Cody waarschuwt tevens de rest van het personeel (en de bezoekers) voor de aanpak van Dalton ("It's my way, or the highway").
Naast zijn werk in The Double Deuce, krijgt Dalton het aan de stok met de lokale hoofdcrimineel Brad Wesley (Ben Gazzara), die het stadje net buiten Kansas terroriseert.
Na een gevecht in de bar ontmoet Dalton in het ziekenhuis de arts Elizabeth Clay (Kelly Lynch), de ex-vriendin van Brad Wesley. Doordat ze veel samen te zien zijn, raakt Wesley nog meer geïrriteerd. Dalton probeert de zaak uit te praten, maar Wesley blijkt een nare man. Hij is vast van plan het stadje onder zijn controle te krijgen. Hij biedt Dalton een baan aan, maar die weigert uiteraard.
Kort daarna loopt de zaak volledig uit de hand: Wesley's mannen beginnen lokale bedrijven te vernielen. Eén zaak gaat in vlammen op, een andere wordt door een monstertruck gesloopt. De levering van drank aan 'The Double Deuce' wordt onmogelijk gemaakt.
Dalton's mentor, Wade Garrett (Sam Elliott) komt nu ook naar Jasper. Hij is een wat oudere uitsmijter en degene die Dalton de fijne kneepjes van het vak geleerd heeft. Al bij zijn aankomst raakt hij in een bargevecht verzeild, maar hij toont direct zijn 'skills' door een handje te helpen bij het redden van dranklevering.
Uiteindelijk brandt er een felle strijd los tussen Dalton en Wesley. Over en weer worden er mensen vermoord, gebouwen vernield en flink gevochten. Als ten slotte Wade Garrett wordt vermoord, is voor Dalton de maat vol. In zijn eentje valt hij de villa van Wesley aan.
Als een tijd later de politie arriveert is iedereen dood (behalve Dalton en één sullige slechterik). Door de populariteit van Dalton, de haat jegens Wesley en de verklaringen die lokale ondernemers afleggen, plus het feit dat er geen getuigen zijn, wordt er geen onderzoek ingesteld naar de gebeurtenissen in de villa.

## Rolverdeling
| Acteur             | Personage                | Opmerkingen             |
| ------------------ | ------------------------ | ----------------------- |
| Patrick Swayze     | Dalton                   |                         |
| Kelly Lynch        | Dr. "Doc" Elizabeth Clay |                         |
| Ben Gazzara        | Brad Wesley              |                         |
| Kevin Tighe        | Tilghman                 |                         |
| Sam Elliott        | Wade Garrett             |                         |
| Red West           | Red Webster              |                         |
| Jeff Healey        | Cody                     |                         |
| Marshall R. Teague | Jimmy                    |                         |
| Kathleen Wilhoite  | Carrie                   |                         |
| Julie Michaels     | Denise                   |                         |
| Sunshine Parker    | Emmett                   |                         |
| John Doe           | Pat McGurn               |                         |
| Travis McKenna     | Jack                     |                         |
| Roger Hewlett      | Younger                  |                         |
| Kurt James Stefka  | Hank                     |                         |
| Gary Hudson        | Steve                    |                         |
| Terry Funk         | Morgan                   |                         |
| Michael Rider      | O'Connor                 |                         |
| John William Young | Tinker                   | vermeld als John Young  |
| Anthony De Longis  | Ketchum                  |                         |
| Joe Unger          | Karpis                   |                         |
| Keith David        | Ernie Bass               |                         |
| Jon Paul Jones     | Stroudenmire             |                         |
| Tiny Ron           | Mountain                 |                         |
| Sheila Ryan        | Judy                     | vermeld als Sheila Caan |
| Lauri Crossman     | Stella                   |                         |
| Dawn Ciccone       | Steve's meisje           |                         |
| Julie Royer        | Steve's meisje           |                         |